# Bovistella
Bovistella là một chi nấm trong họ Agaricaceae.

## Các loài
- Bovistella alpina D.A.Reid 1969
- Bovistella ammophila (Lév.) Lloyd 1902
- Bovistella atrobrunnea Zeller 1948
- Bovistella australiana Lloyd 1905
- Bovistella conspurcata (Berk. & Broome) Petch 1919
- Bovistella davisii Lloyd 1906
- Bovistella dominicensis Lloyd 1906
- Bovistella floridensis Peck 1909
- Bovistella glabrescens Lloyd 1906
- Bovistella henningsii Lloyd 1906
- Bovistella humidicola Bowerman 1962
- Bovistella japonica Lloyd 1906
- Bovistella longipedicellata Teng 1932
- Bovistella melanospora Kreisel 1993
- Bovistella nigrica Lloyd 1922
- Bovistella poeltii Kreisel 1969
- Bovistella reticulata Sosin 1959
- Bovistella rosea Lloyd 1906
- Bovistella sinensis Lloyd 1923
- Bovistella verrucosa G.Cunn. 1925